# Pyreneeën-Tombele
Pyreneeën-Tombele (of Tombele-Pyreneeën) is een erkend natuurreservaat in de Vlaamse Ardennen in Zuid-Oost-Vlaanderen. Het natuurgebied wordt beheerd door Natuurpunt. Het reservaat Tombele-Pyreneeën ligt op het grondgebied van de stad Ronse. Het natuurreservaat is erkend als Europees Natura 2000-gebied (Bossen van de Vlaamse Ardennen en andere Zuid-Vlaamse bossen) en maakt deel uit van het Vlaams Ecologisch Netwerk.

## Landschap
Het natuurreservaat Pyreneeën-Tombele ligt in een typisch heuvelend Vlaamse Ardennenlandschap met verspreide kleine bossen, open kouters en weiden. De benaming Tombele duidt op een oude begraafplaats van de vroegere bewoners die deze kale hoogvlakte als laatste rustplaats gebruikten.

## Fauna
Pyreneeën-Tombele is een ideale biotoop voor zoogdieren als egel, ree, vos, eekhoorn en wezel. Maar ook de vuursalamander, de bruine kikker en de gewone pad leven in het reservaat.In de poelen van de natte weiden komen alpenwatersalamander en vinpootsalamander voor; ook vuursalamander leeft er. In Pyreneeën-Tombele werd het Interreg-project Salamandra uitgevoerd om habitats te creëren voor de vuursalamander. In het elzenbroekbos broedt de kleine bonte specht en hier komen ’s winters massa’s sijsjes hun voedsel zoeken. Verder leeft er wespendief, boomkruiper, boomklever, glanskop, buizerd en sperwer.

## Flora
In de bossen van Pyreneeën-Tombele (o.a. het Paterbos) komt een uitbundige voorjaarsflora voor met de overheersende boshyacint op de iets drogere stukken. Op de onvruchtbare of nattere bodems bloeien geschubde mannetjesvaren, eenbes, slanke sleutelbloem, dotterbloem en reuzenpaardenstaart. Deze flora is op zijn best in april. In de loop der jaren heeft zich rond de oude spoorwegbedding een zeer gevarieerde flora ontwikkeld. Een kleine 300 plantensoorten komen hier vooraaronder daslook, paarbladig goudveil, verspreidbladig goudveil, dalkruid, heelkruid, muskuskruid.

## Natuurbeleving
Het reservaat Pyreneeën-Tombele wordt doorsneden door het stedelijk wandelpad (3,3 km) (in de oude spoorwegbedding van de lijn Ronse-Edingen. Dit pad ("spoorlijn 87") is vrij toegankelijk en is bewegwijzerd (groene markeringen R3). Er is in een parkeerterrein voorzien aan het begin van het wandelpad (Mgr. Beylsstraat).

## Afbeeldingen

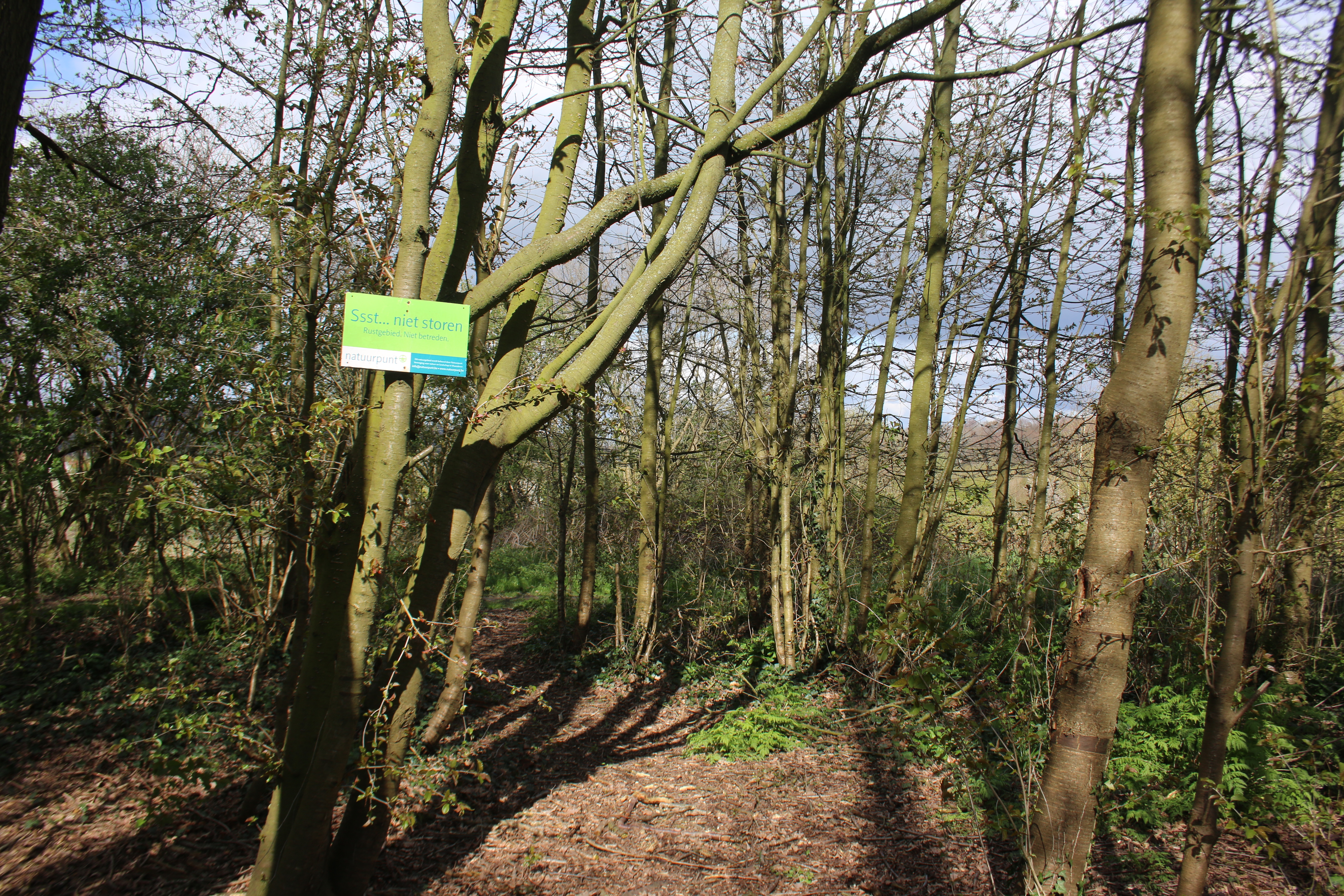
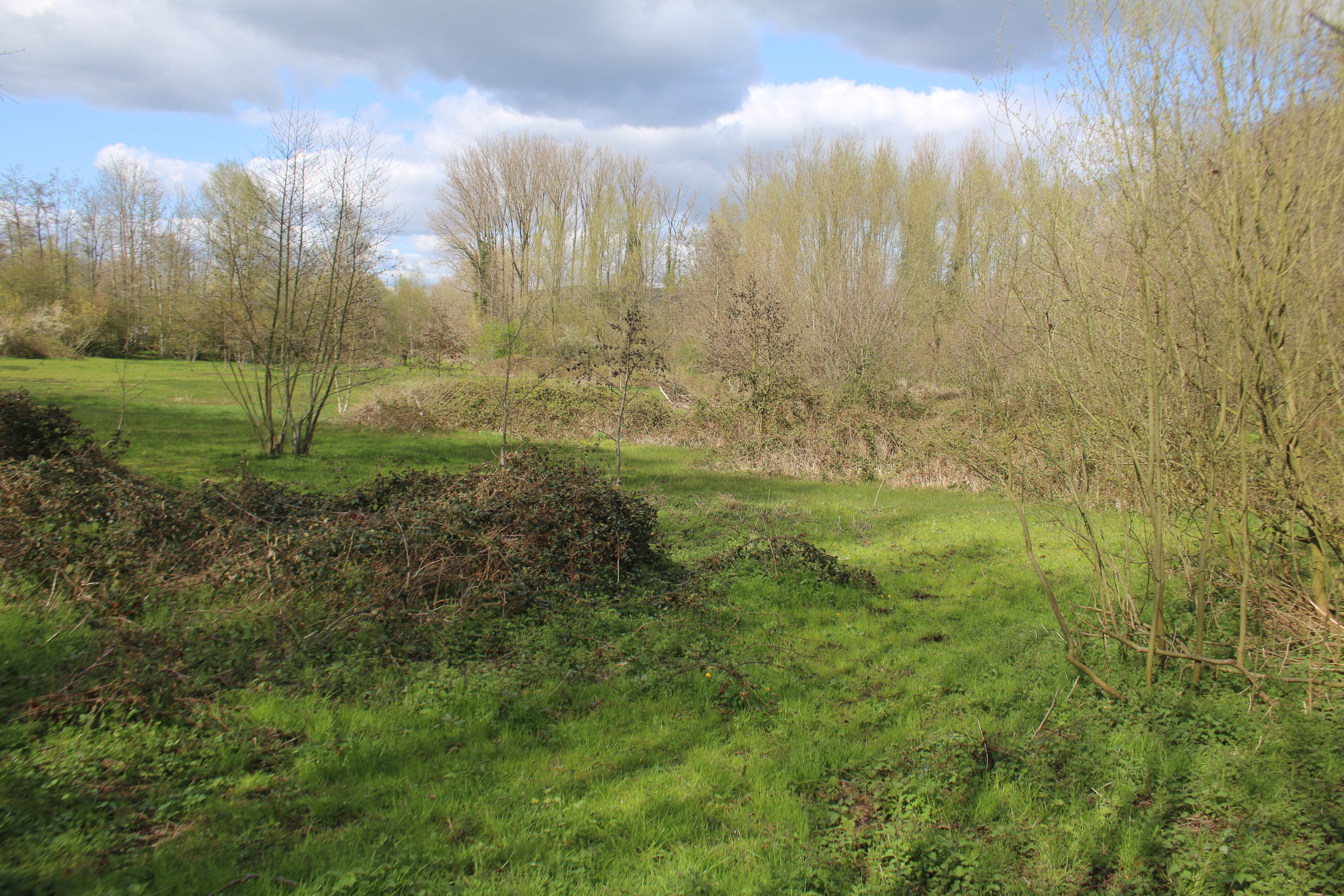
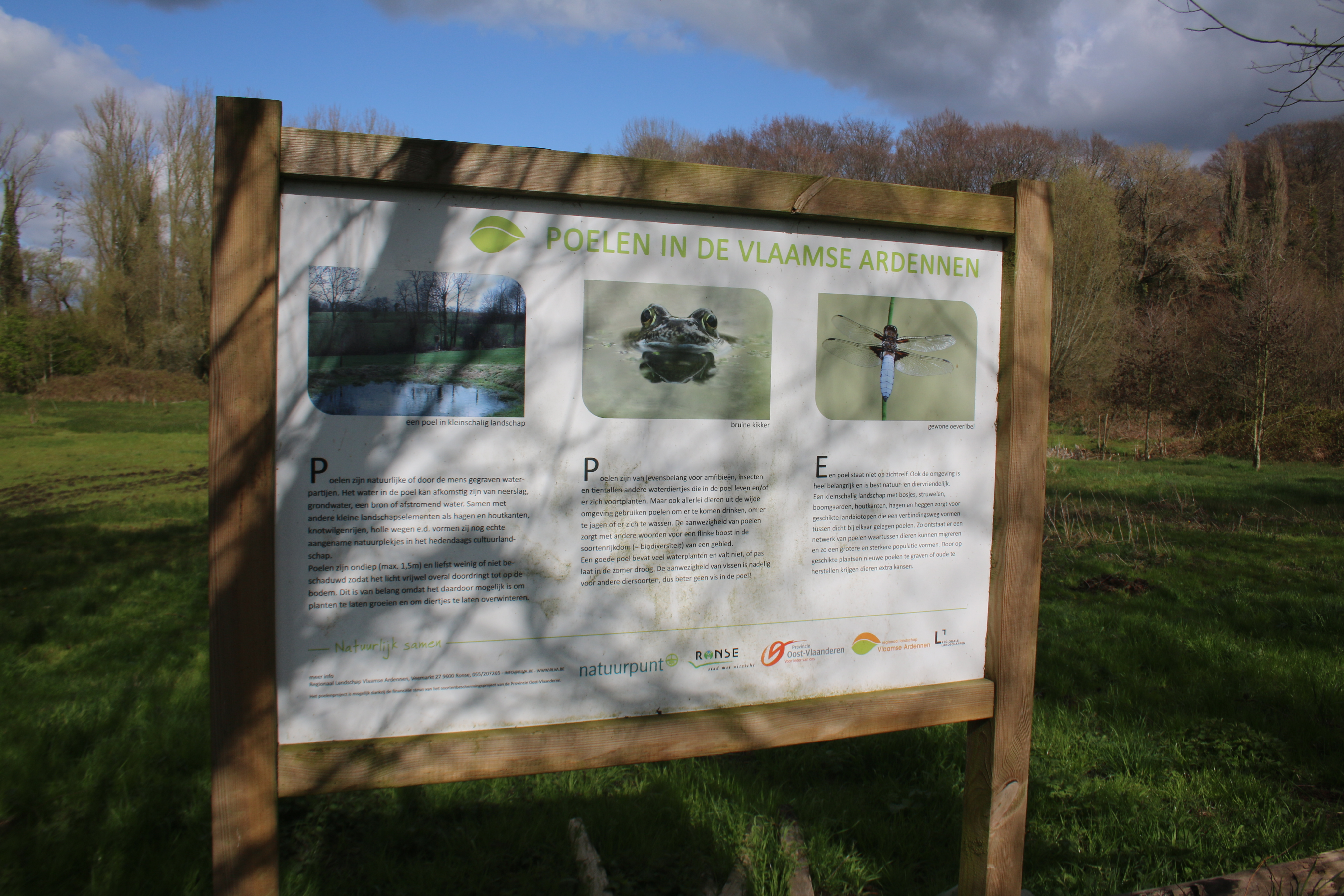
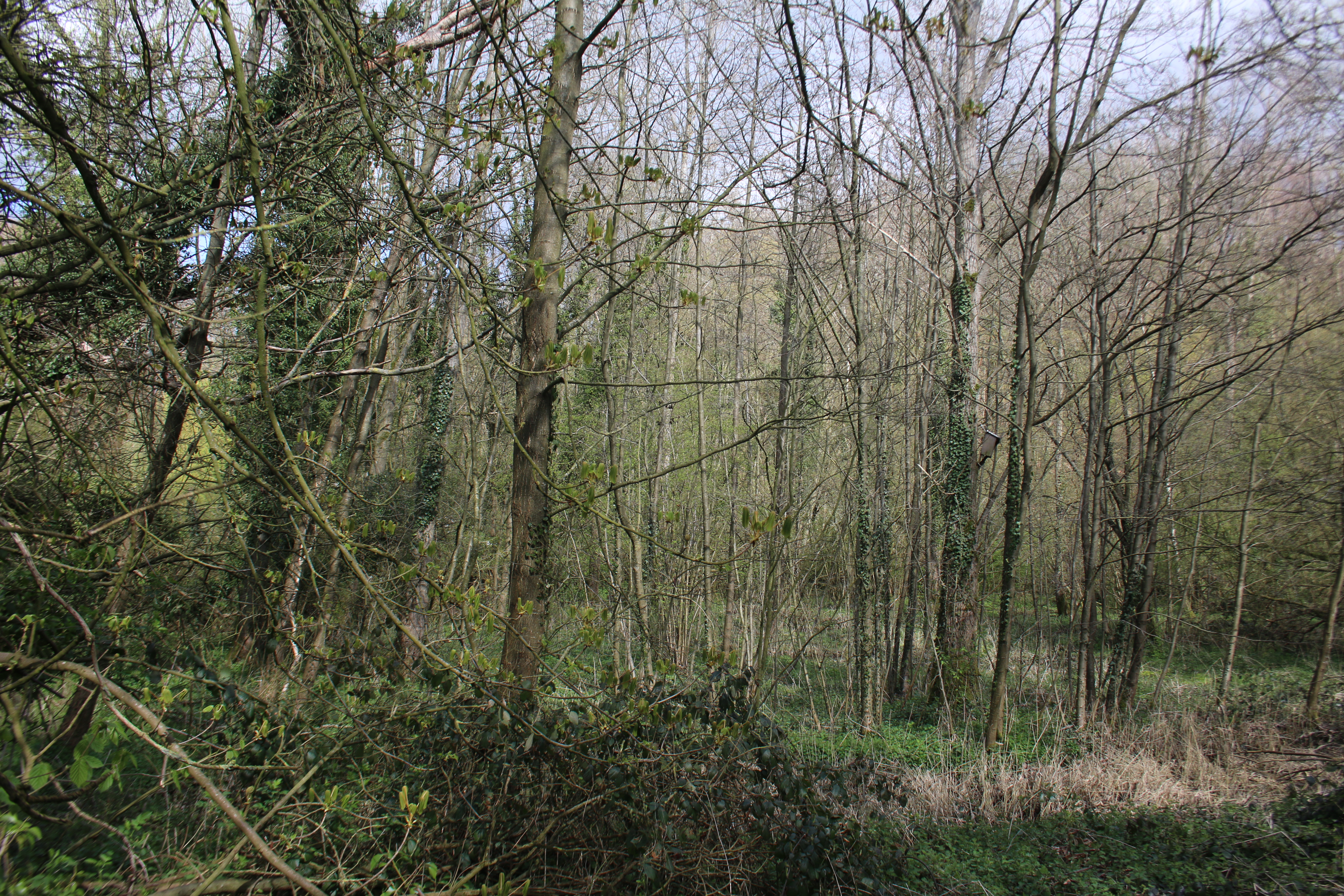